# Rabatten
Rabatten var et ugentligt forbrugermagasin på den danske tv-kanal DR1. Programmet blev sendt første gang den 7. august 2002 og startede som et 'krejlermagasin', hvor værten Henrik Dahl pruttede om prisen på forskellige produkter. I starten fokuserede udsendelsen mest på pris, men især efter programmet blev relanceret i efteråret 2006 kom kvalitet og 'bedst til prisen' til at fylde mere. Rabatten var gennem alle årene kendetegnet af en uhøjtidelig og humoristisk stil og ved at servere historier med høj nytteværdi og let omsættelige råd om forbrug.
Af fast tilbagevendende elementer i programmet kan nævnes Smagstesten, hvor en dyr mærkevare dystede mod et lignende, billigere produkt – oftest på smag – og dommerne var tilfældigt forbipasserende. Siden efteråret 2005 var Smagstesten dog kun en sjælden gæst i udsendelsen. Et andet fast element i programmet var Tipsklubben, hvor værten (og i de første år også en hjælper) præsenterede små tips, der kunne spare seerne for tid eller penge eller på anden måde lette hverdagen. Efter relanceringen i 2006 blev Tipsklubben udvidet til også at omfatte tips om hjemmesider.
I hver udsendelse blev en række forskellige emner behandlet, dels i form af indslag, dels i form af en længere, værtsbåren hovedhistorie.
Rabatten blev sendt for sidste gang den 28. oktober 2010 og kørte således i 17. sæsoner.

## Værter på Rabatten
- Henrik Dahl (2002-2005)
- Mark Schedler (2005)
- Peter Buhl (2005-2006)
- Ulrik Aarhus (2006-2007)
- Mark Jessen (2008-2010)
- Søren Thor (2010)